# 金城 (密蘇里州)
金城（英語：King City）是位於美國密蘇里州金特里縣的城市。

## 人口
根據2020年美國人口普查的數據，金城的面積為3.58平方千米，皆為陸地。當地共有人口799人，而人口密度為每平方千米223人。